# 1997년 스코틀랜드 국민투표
1997년 스코틀랜드 권력이양 국민투표 (Scottish devolution referendum of 1997)는 1997년 9월 11일 스코틀랜드 전역에서 진행된 선입법 국민투표로, 런던 중앙정부의 권력을 분할해 스코틀랜드 의회를 설립하는지에 대한 찬반 여부와 그 스코틀랜드 의회에 과세 권한을 부여할 지의 여부를 유권자에게 물었다. 투표 결과는 양쪽 방안 모두 찬성으로 드러났으며, 찬성표가 과반을 넘었다.
1997년 스코틀랜드 국민투표는 같은해 열린 총선에서 노동당이 내걸었던 공약 중 하나로, 총선에서 노동당이 집권하면서 4개월 뒤에 국민투표가 치러졌다. 스코틀랜드의 권력 이양 문제로는 1979년 국민투표 이후 두번째로 열린 투표이기도 했으며, 하나의 국민투표에 두가지 의제가 담긴 사례로는 영국 전역을 따져도 유일한 국민투표로 남아 있다. 투표율은 60,4%였다.

## 배경
1979년 노동당 정부는 국민투표를 열어, 유효표의 50% 이상이 찬성할 경우 스코틀랜드 입법부 (Scottish Assembly)를 설립하겠다고 공언한 바 있다. 투표 결과 51.6%가 찬성하였지만, 전체 유권자의 최소 40%가 투표에 참여해야 한다는 추가 조건이 있었기에, 투표율이 32.9%에 불과해 무효가 되어 실제 설립으로 이어지지는 못했다. 국민투표 직후 치러진 1979년 영국 총선에서는 권력 이양 반대운동을 주도하던 보수당이 승리하여, 스코틀랜드의 권력 이양은 없던 일이 되었다.
이후 스코틀랜드 권력이양 운동을 위한 스코틀랜드 입법부 설립운동 (Campaign for Scottish Assembly)이 조직되었다. 이 단체는 '스코틀랜드 유명인'들을 모아 위원회를 꾸려 〈스코틀랜드 권리 청구〉의 초안을 작성하도록 이끌었다. 스코틀랜드 권리 청구는 1988년 발표되어 다수의 스코틀랜드 정치인, 지역의회, 노동조합, 종교 단체로부터 지지 선언을 받았다.
1992년 존 메이저 보수당 내각이 들어선 이후에는 스코틀랜드 출신의 모든 국회의원과 시의원들로 구성된 스코틀랜드 제헌의회 (Scottish Constitutional Convention) 설립이 추진되었고, 스코틀랜드 국민당이 제헌의회 구성에 빠지면서 노동당이 원내 과반 의석을 분명히 차지할 것을 우려한 중앙정부의 반대에도 불구하고, 최종적으로 제헌의회가 구성되었다.
1997년 영국 총선에서 노동당은 선거 공약집에 스코틀랜드 의회 (Scottish Parliament) 설치를 약속했고, 총선 결과 179석의 압도적인 과반으로 승리하면서 집권에 성공, 국민투표도 약속대로 이뤄지게 되었다.

## 설문지
한 유권자에게 배부된 투표용지는 총 두가지로, 각각의 방안에 찬성하는지를 묻는 설문지가 하나씩 인쇄되어 있었다.
첫번째 투표용지에는 다음과 같은 질문이 적혀 있었다.
의회는 정부의 스코틀랜드 의회 방안 여부를 스코틀랜드 주민들에게 묻기로 결정하였습니다.
스코틀랜드 의회가 있어야 한다는 데 동의합니다 / 혹은 / 스코틀랜드 의회가 있어야 한다는 데 동의하지 않습니다
(X자로 하나만 표시해 주십시오)

Parliament has decided to consult people in Scotland  on the Government's proposals for a Scottish Parliament:
I agree there should be a Scottish Parliament / or / I do not agree there should be a Scottish Parliament
(To be marked by a single (X))

두번째 투표용지에는 다음과 같은 질문이 적혀 있었다.
의회는 정부의 스코틀랜드 의회에 과세 권한을 부여하는 방안에 대한 여부를 스코틀랜드 주민들에게 묻기로 결정하였습니다.
스코틀랜드 의회가 과세 권한을 갖고 있어야 한다는 데 동의합니다 / 혹은 / 스코틀랜드 의회가 과세 권한을 갖고 있어야 한다는 데 동의하지 않습니다
(X자로 하나만 표시해 주십시오)

Parliament has decided to consult people in Scotland on the Government's proposals for a Scottish Parliament to have tax varying powers:
I agree that a Scottish Parliament should have tax-varying powers / or / I do not agree that a Scottish Parliament should have tax-varying powers'
(To be marked by a single (X))

## 찬반 운동
스코틀랜드 노동당, 스코틀랜드 국민당, 자민당, 스코틀랜드 녹색당은 양쪽 방안에 모두 찬성 운동을 펼친 반면, 보수당은 모두 반대 운동을 펼쳤다. 탬 달리엘 노동당 의원은 스코틀랜드 의회 설립에는 반대하였지만, 의회가 세율 조정 권한을 갖고 있어야 하는지 여부에 대해서는 찬성했다.
공식 찬성 운동인 '스코틀랜드 포워드' (Scotland FORward)는 사업가 나이절 스미스가 이끌었으며, 스코틀랜드 국민당과 더불어 이전에 스코틀랜드 제헌의회를 구성했던 단체가 주축이 되었다. 집권당인 노동당, 스코틀랜드 국민당, 자민당, 그리고 녹색당이 찬성 운동을 지지했다.
공식 반대 운동인 '두번 생각합시다' (Think Twice)는 마이클 포시스 스코틀랜드 보수당 의원의 전 보좌관이었던 브라이언 몬티스가 주도하였다. 반대 운동에 참여한 인사로는 세인트 앤드류 대학 총장이자 레인저스 F.C 부회장인 도널드 핀들레이와 피터 프레이저 보수당 상원의원이 있었다. 하지만 압도적인 과반 의석을 차지한 새 정부가 지지하는 계획이었던 만큼 반대하는데 조심스러웠기에, 기업들의 지지를 최대한 이끌어내기 위해서 안간힘을 썼다.
국민투표 찬반 운동은 다이애나 비의 사망과 뒤이어 치러진 장례식 기간에는 잠시 중단되었다. 스코틀랜드 국민투표가 연기될 거라는 추측도 있었으나 영국 의회의 철회와 국민투표법 개정 절차가 필요했던 만큼, 남은 시간이 촉박해 원래의 투표일에 맞춰 치러지게 되었다.

투표 찬성운동에 쓰인 표어
투표 반대운동에 쓰인 표어

### 여론조사

#### 의회 설립
| 11 September 1997 | 1997년 스코틀랜드 국민투표 결과 | 2,401,431        | 74.3%            | 25.7%            |                  | 48.6%            |                  |                  |                  |                  |
| 10 Sep            | ICM/Scotsman                    | -                | 63%              | 25%              | 12%              | 38%              |                  |                  |                  |                  |
| 8 Sep             | MORI/STV                        | -                | 67%              | 22%              | 11%              | 45%              |                  |                  |                  |                  |
| 6-7 Sep           | System Three/Herald             | 1,039            | 61%              | 20%              | 19%              | 41%              |                  |                  |                  |                  |
| 7 Sep             | NOP/Sunday Times                | -                | 63%              | 21%              | 16%              | 42%              |                  |                  |                  |                  |
| 7 Sep             | ICM/Scotsman                    | 1,010            | 60%              | 25%              | 15%              | 35%              |                  |                  |                  |                  |
| 31 Aug            | 다이애나 비 사망                | 다이애나 비 사망 | 다이애나 비 사망 | 다이애나 비 사망 | 다이애나 비 사망 | 다이애나 비 사망 | 다이애나 비 사망 | 다이애나 비 사망 | 다이애나 비 사망 | 다이애나 비 사망 |
| 21-26 Aug         | System Three/Herald             | 1,039            | 61%              | 23%              | 16%              | 38%              |                  |                  |                  |                  |
| 24-29 Jul         | System Three/Herald             | 1,024            | 65%              | 19%              | 16%              | 46%              |                  |                  |                  |                  |
| 26 Jun-1 Jul      | System Three/Herald             | 978              | 68%              | 21%              | 10%              | 47%              |                  |                  |                  |                  |
| 22–27 May         | System Three/Herald             | 1,024            | 64%              | 21%              | 15%              | 43%              |                  |                  |                  |                  |

#### 과세 권한 부여
| 1997년 9월 11일    | 1997년 스코틀랜드 국민투표 결과 | 2,402,165        | 63.5%            | 36.5%            |                  | 27.0%            |                  |                  |                  |                  |
| 9월 10일           | ICM/Scotsman                    | -                | 48%              | 40%              | 12%              | 8%               |                  |                  |                  |                  |
| 9월 8일            | MORI/STV                        | -                | 45%              | 31%              | 24%              | 14%              |                  |                  |                  |                  |
| 9월 6일 - 7일      | System Three/Herald             | 1,039            | 45%              | 31%              | 24%              | 14%              |                  |                  |                  |                  |
| 9월 7일            | NOP/Sunday Times                | -                | 51%              | 34%              | 15%              | 17%              |                  |                  |                  |                  |
| 9월 7일            | ICM/Scotsman                    | 1,010            | 45%              | 38%              | 17%              | 7%               |                  |                  |                  |                  |
| 8월 31일           | 다이애나 비 사망                | 다이애나 비 사망 | 다이애나 비 사망 | 다이애나 비 사망 | 다이애나 비 사망 | 다이애나 비 사망 | 다이애나 비 사망 | 다이애나 비 사망 | 다이애나 비 사망 | 다이애나 비 사망 |
| 8월 21일 - 26일    | System Three/Herald             | 1,039            | 47%              | 32%              | 21%              | 15%              |                  |                  |                  |                  |
| 7월 24일 - 29일    | System Three/Herald             | 1,024            | 54%              | 27%              | 18%              | 27%              |                  |                  |                  |                  |
| 6월 26일 - 7월 1일 | System Three/Herald             | 978              | 56%              | 26%              | 18%              | 30%              |                  |                  |                  |                  |
| 5월 22일 – 27일    | System Three/Herald             | 1,024            | 53%              | 28%              | 19%              | 25%              |                  |                  |                  |                  |

## 결과
투표 결과는 '찬성 대 찬성'으로 드러났고, 양쪽 모두 다 찬성표가 과반을 넘은 것으로 집계됐다.

### 1번 설문

지역별 결과도
찬성표 80%대
찬성표 70%대
찬성표 60%대

| 1997년 스코틀랜드 권력이양 국민투표 (설문 1) | 1997년 스코틀랜드 권력이양 국민투표 (설문 1) | 1997년 스코틀랜드 권력이양 국민투표 (설문 1) |
| 찬성 또는 반대                               | 득표수                                       | 득표율                                       |
| -------------------------------------------- | -------------------------------------------- | -------------------------------------------- |
| 찬성                                         | 1,775,045                                    | 74.29%                                       |
| 반대                                         | 614,400                                      | 25.71%                                       |
| 유효표                                       | 2,389,445                                    | 99.50%                                       |
| 무효표                                       | 11,986                                       | 0.50%                                        |
| 총 득표수                                    | 2,401,431                                    | 100.00%                                      |
| 투표율                                       | 60.43%                                       | 60.43%                                       |

#### 의회 구역
| 의회 구역                     | 득표    | 득표   | 득표율 | 득표율 |
| 의회 구역                     | 찬성    | 반대   | 찬성   | 반대   |
| ----------------------------- | ------- | ------ | ------ | ------ |
| 애버딘시티                    | 65,035  | 25,580 | 71.8%  | 28.2%  |
| 애버딘셔                      | 61,621  | 34,878 | 63.9%  | 36.1%  |
| 앵거스                        | 33,571  | 18,350 | 64.7%  | 35.3%  |
| 아가일 뷰트                   | 30,452  | 14,796 | 67.3%  | 32.7%  |
| 클라크매넌셔                  | 18,790  | 4,706  | 80.0%  | 20.0%  |
| 덤프리스갤러웨이              | 44,619  | 28,863 | 60.7%  | 39.3%  |
| 던디시티                      | 49,252  | 15,553 | 76.0%  | 24.0%  |
| 이스트에어셔                  | 49,131  | 11,426 | 81.1%  | 18.9%  |
| 이스트던바턴셔                | 40,917  | 17,725 | 69.8%  | 30.2%  |
| 이스트로디언                  | 33,525  | 11,665 | 74.2%  | 25.8%  |
| 이스트렌프루셔                | 28,253  | 17,573 | 61.7%  | 38.3%  |
| 시티오브에딘버러              | 155,900 | 60,832 | 71.9%  | 28.1%  |
| 폴커크                        | 55,642  | 13,953 | 80.0%  | 20.0%  |
| 파이프                        | 125,668 | 39,517 | 76.1%  | 23.9%  |
| 글래스고 시티                 | 204,269 | 40,106 | 83.6%  | 16.4%  |
| 하일랜드                      | 72,551  | 27,431 | 72.6%  | 27.4%  |
| 인버클라이드                  | 31,680  | 8,945  | 78.0%  | 22.0%  |
| 미들로디언                    | 31,681  | 7,979  | 79.9%  | 20.1%  |
| 머리                          | 24,822  | 12,122 | 67.2'% | 32.8%  |
| 노스에어셔                    | 51,304  | 15,931 | 76.3%  | 23.7%  |
| 노스 래너크셔                 | 123,063 | 26,010 | 82.6%  | 17.4%  |
| 퍼스 킨로스                   | 40,344  | 24,998 | 61.7%  | 38.3%  |
| 렌프루셔                      | 68,711  | 18,213 | 79.0%  | 21.0%  |
| 스코티시보더스                | 33,855  | 20,060 | 62.8%  | 37.2%  |
| 사우스에어셔                  | 40,161  | 19,909 | 66.9%  | 33.1%  |
| 사우스래너크셔                | 114,908 | 32,762 | 77.8%  | 22.2%  |
| 스털링                        | 29,190  | 13,440 | 68.5%  | 31.5%  |
| 웨스트던바턴셔                | 39,051  | 7,058  | 84.7%  | 15.3%  |
| 웨스트로디언                  | 56,923  | 14,614 | 79.6%  | 20.4%  |
| 너헬라넌시어르 (웨스턴아일스) | 9,977   | 2,589  | 79.4%  | 20.6%  |
| 오크니                        | 4,749   | 3,541  | 57.3%  | 42.7%  |
| 셰틀랜드                      | 5,430   | 3,275  | 62.4%  | 37.6%  |

### 2번 설문지

지역별 결과도
찬성 70%대
찬성 60%대
찬성 50%대
반대 우세

| 1997년 스코틀랜드 권력이양 국민투표 (설문 2) | 1997년 스코틀랜드 권력이양 국민투표 (설문 2) | 1997년 스코틀랜드 권력이양 국민투표 (설문 2) |
| 찬성 또는 반대                               | 득표수                                       | 득표율                                       |
| -------------------------------------------- | -------------------------------------------- | -------------------------------------------- |
| 찬성                                         | 1,512,889                                    | 63.48%                                       |
| 반대                                         | 870,263                                      | 36.52%                                       |
| 유효표                                       | 2,383,152                                    | 99.21%                                       |
| 무효표                                       | 19,013                                       | 0.79%                                        |
| 총 득표수                                    | 2,402,165                                    | 100.00%                                      |
| 투표율                                       | 60.45%                                       | 60.45%                                       |
| 유권자수                                     | 3,973,673                                    | 3,973,673                                    |

#### 의회 구역별
| 의회 구역                     | 득표    | 득표   | 득표율 | 득표율 |
| 의회 구역                     | 찬성    | 반대   | 찬성   | 반대   |
| ----------------------------- | ------- | ------ | ------ | ------ |
| 애버딘시티                    | 54,320  | 35,709 | 60.3%  | 39.7%  |
| 애버딘셔                      | 50,295  | 45,929 | 52.3%  | 47.7%  |
| 앵거스                        | 27,641  | 24,089 | 53.4%  | 46.6%  |
| 아가일 뷰트                   | 25,746  | 19,429 | 57.0%  | 43.0%  |
| 클라크매넌셔                  | 16,112  | 7,355  | 68.7%  | 31.3%  |
| 덤프리스 갤러웨이             | 35,737  | 37,499 | 48.8%  | 51.2%  |
| 던디시티                      | 42,304  | 22,280 | 65.5%  | 34.5%  |
| 이스트에어셔                  | 42,559  | 17,824 | 70.5%  | 29.5%  |
| 이스트던바턴셔                | 34,576  | 23,914 | 59.1%  | 40.9%  |
| 이스트로디언                  | 28,152  | 16,765 | 62.7%  | 37.3%  |
| 이스트렌프루셔                | 23,580  | 22,153 | 51.6%  | 48.4%  |
| 시티오브에딘버러              | 133,843 | 82,188 | 62.0%  | 38.0%  |
| 파이프                        | 48,064  | 21,403 | 69.2%  | 30.8%  |
| 파이프                        | 108,021 | 58,987 | 64.7%  | 35.3%  |
| 글래스고시티                  | 182,589 | 60,842 | 75.0%  | 25.0%  |
| 하일랜드                      | 61,359  | 37,525 | 62.1%  | 37.9%  |
| 인버클라이드                  | 27,194  | 13,277 | 67.2%  | 32.8%  |
| 미들로디언                    | 26,776  | 12,762 | 67.7%  | 32.3%  |
| 머리                          | 19,326  | 17,344 | 52.7%  | 47.3%  |
| 노스에어셔                    | 43,990  | 22,991 | 65.7%  | 34.3%  |
| 노스래너크셔                  | 107,288 | 41,372 | 72.2%  | 27.8%  |
| 퍼스 킨로스                   | 33,398  | 31,709 | 51.3%  | 48.7%  |
| 렌프루셔                      | 55,075  | 31,537 | 63.6%  | 36.4%  |
| 스코티시보더스                | 27,284  | 26,487 | 50.7%  | 49.3%  |
| 사우스에어셔                  | 33,679  | 26,217 | 56.2%  | 43.8%  |
| 사우스래너크셔                | 99,587  | 47,708 | 67.6%  | 32.4%  |
| 스털링                        | 25,044  | 17,487 | 58.9%  | 41.1%  |
| 웨스트던바턴셔                | 34,408  | 11,628 | 74.7%  | 25.3%  |
| 웨스트로디언                  | 47,990  | 23,354 | 67.3%  | 32.7%  |
| 너헬라넌시어르 (웨스턴아일스) | 8,557   | 3,947  | 68.4%  | 31.6%  |
| 오크니                        | 3,917   | 4,344  | 47.4%  | 52.6%  |
| 셰틀랜드                      | 4,478   | 4,198  | 51.6%  | 48.4%  |

과세권한 부여 방안의 찬성표 역시 의회 설립안과 비교했을 때 뚜렷한 과반을 보였다. 전체 의회 구역 중에서 덤프리스 갤러웨이와 오크니 제도를 제외하면 모든 지역에서 '찬성'표가 과반을 넘었다.

### 의회 구역별 투표율
| 의회 구역                     | 투표율     | 투표율 |
| ----------------------------- | ---------- | ------ |
| 의회 구역                     | 애버딘시티 | 53.7%  |
| 애버딘셔                      | 57.0%      |        |
| 앵거스                        | 60.2%      |        |
| 아가일 뷰트                   | 65.0%      |        |
| 클라크매넌셔                  | 66.1%      |        |
| 덤프리스 갤러웨이             | 63.4%      |        |
| 던디시티                      | 55.7%      |        |
| 이스트에어셔                  | 64.8%      |        |
| 이스트던바턴셔                | 72.2%      |        |
| 이스트로디언                  | 65.0%      |        |
| 이스트렌프루셔                | 68.2%      |        |
| 시티오브에딘버러              | 60.1%      |        |
| 폴커크                        | 63.7%      |        |
| 파이프                        | 60.7%      |        |
| 글래스고시티                  | 51.6%      |        |
| 하일랜드                      | 60.3%      |        |
| 인버클라이드                  | 60.4%      |        |
| 미들로디언                    | 65.1%      |        |
| 머리                          | 57.8%      |        |
| 노스에어셔                    | 63.4%      |        |
| 노스래너크셔                  | 60.8%      |        |
| 퍼스 킨로스                   | 63.5%      |        |
| 렌프루셔                      | 62.8%      |        |
| 스코티시보더스                | 64.8%      |        |
| 사우스에어셔                  | 66.7%      |        |
| 사우스래너크셔                | 63.1 %     |        |
| 스털링                        | 65.8%      |        |
| 웨스트던바턴셔                | 63.7%      |        |
| 웨스트로디언                  | 60.4%      |        |
| 너헬라넌시어르 (웨스턴아일스) | 55.8%      |        |
| 오크니                        | 53.5%      |        |
| 셰틀랜드                      | 51.5%      |        |

## 후일담
양쪽 방안에 '찬성'표가 과반으로 나모에 따라 영국 의회는 1998년 스코틀랜드법을 제정하였다. 이 법을 통해 1707년 잉글랜드의 스코틀랜드 병합에 따라 옛 스코틀랜드 의회가 정회된 이후, 약 300년 만에 스코틀랜드 의회가 처음으로 설립되었다. 스코틀랜드 의회는 이듬해 첫번째 총선을 치른 뒤 1999년 5월 첫 소집되었다. 또한 1998년 스코틀랜드법을 통해 스코틀랜드 행정부도 꾸리게 되었으며, 이는 나중에 스코틀랜드 정부로 발전하게 된다.

## 같이 보기
- 영국의 국민투표
- 1997년 웨일스 국민투표
- 스코틀랜드 독립운동